# 피타 멜라크
피타 멜라크(Peeta Mellark)는 수잔 콜린스의 소설 시리즈 《헝거 게임 삼부작》의 등장인물이다.